# The American Historical Review
『The American Historical Review』（AHR） は、オックスフォード大学出版局がアメリカ歴史学会に代わって発行する季刊の学術史誌で同協会の公式出版物である。
歴史のあらゆる時代と側面に興味のある読者を対象としており、世界最高のアメリカ史雑誌と言われている。
ジャーナルサイテーションレポートによると、AHRはすべての歴史雑誌の中で最も高いインパクトファクターを持っている。

## 歴史

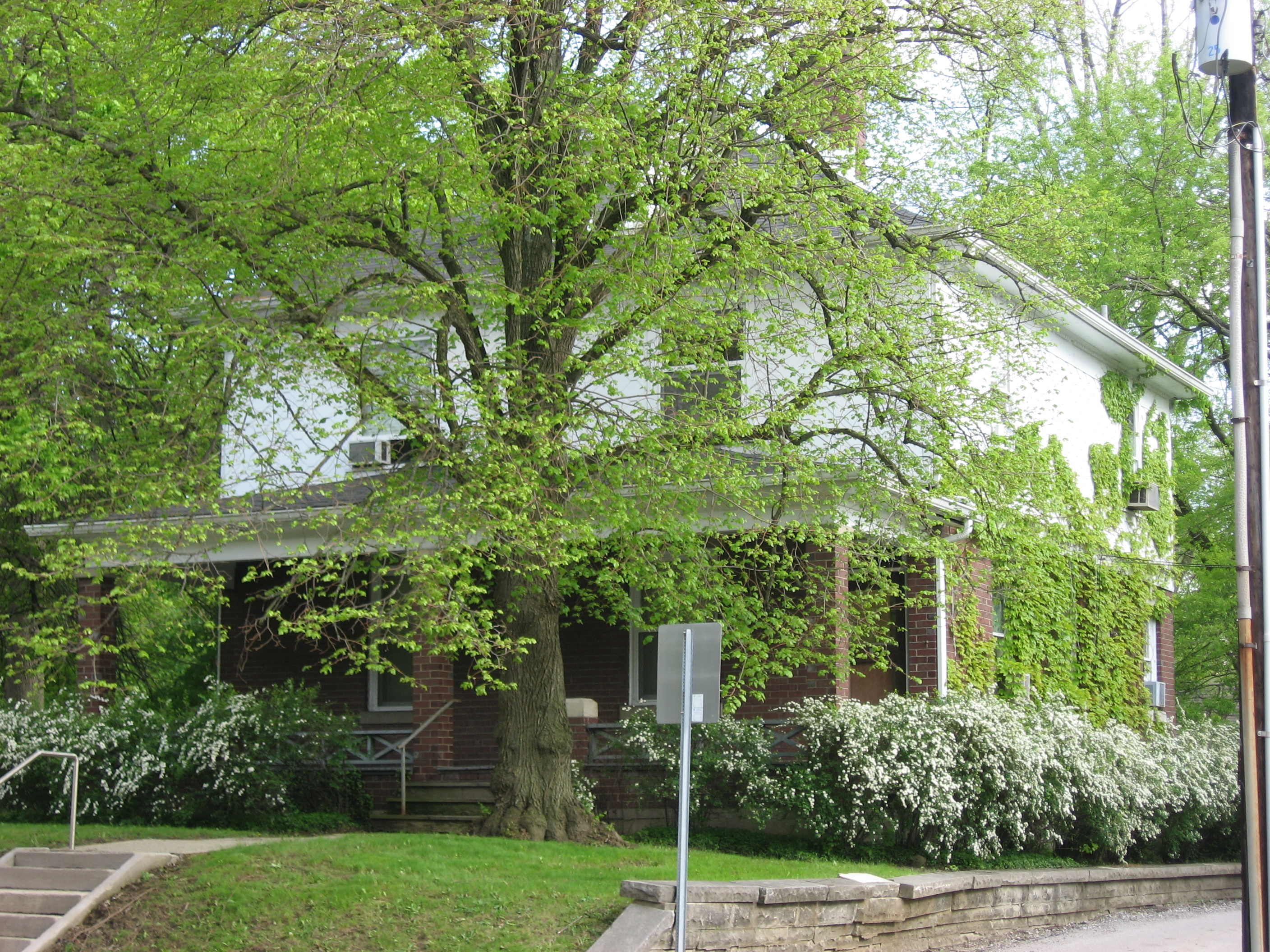
編集委員会の置かれている建物（インディアナ州ブルーミントン）。

1895年に創刊されたThe American Historical Reviewは、The English Historical ReviewやフランスのRevue historiqueをモデルに、コーネル大学の歴史学部とハーバード大学の歴史学部の共同作業で、「歴史研究の推進、歴史的文書や遺物の収集・保存、歴史研究の普及のために」作られた雑誌である。
本誌は、研究論文や書評などを掲載した書籍のような学術誌として、3月、6月、9月、12月に、通常各号約500ページで発行されている。毎年、約25本の論文が掲載され、投稿の受理率は約9％えある。また、本誌には年間約1,000本の書評が掲載されている。

## 編集委員会
編集委員会はインディアナ州ブルーミントンにあるインディアナ大学ブルーミントン校にあり、12名からなる諮問委員会の指導のもと、少数のスタッフで制作されている。2007年10月号から2011年までは、シカゴ大学出版局から発行されていた。2023年現在、同誌はオックスフォード大学出版局から発行されている。
編集委員会は、中世・近世ヨーロッパ、西ヨーロッパ・東ヨーロッパ・ロシア、東・南アジア、ラテンアメリカ、初期・近代アメリカ、中東、方法・理論など、多くの分野・サブフィールドの学者で構成されている。

## 参照
- 世界の歴史雑誌一覧（英語版）
- アメリカ歴史学会（英語版）